# Uranophane
L'uranophane, ou uranotile, est un minéral de couleur jaune constitué d'un silicate hydraté d'uranyle et de calcium, de formule Ca(UO2)2(SiO3OH)2 · 5 H2O. Il est radioactif,,.